# Гладиатор (Калларк)
Гладиатор (англ. Gladiator), настоящее имя Калларк (англ. Kallark) — персонаж американских комиксов издательства Marvel Comics. Впервые появился в комиксе The X-Men #107 (Октябрь 1977) и был создан сценаристом Крисом Клэрмонтом и художником Дэйвом Кокрумом. Гладиатор — представитель расы Стронцианцев, обладателей огромной физической силы и других суперспособностей, которые они в состоянии использовать только в том случае, если посветят себя великой цели. По этой причине силы Калларка варьируются в зависимости от его уверенности в себе. Гладиатор является предводителем Имперской гвардии Ши’ара, Империи, в состав которой входит его родина Стронция. Также Гладиатор состоял в рядах Аннигиляторов, Тёмных Стражей и Стражей Галактики.
С момента своего первого появления в комиксах Гладиатор появился в других медиа продуктах, включая мультсериалы и видеоигры.

## История публикаций
Гладиатор и Имперская гвардия создавались сценаристом Крисом Клэрмонтом и художником Дэйвом Кокрумом как дань уважения Легиону супергероев DC Comics, причём все оригинальные члены Имперской гвардии представляли собой аналоги легионеров. Сам Гладиатор был основан на Супербое. Псевдоним «Гладиатор», в свою очередь, отсылал к роману Филипа Уайли «Гладиатор» (1930), главный герой которого послужил прообразом для Супермена. Настоящее имя Гладиатора, Калларк, представляет собой комбинацию криптонского и человеческого имён Супермена: Кал-Эл и Кларк Кент.
Персонаж дебютировал в комиксе The X-Men #107 (Октябрь 1977), после чего фигурировал в таких сериях комиксов как X-titles, Fantastic Four, Rom the Spaceknight, Silver Surfer, Nova и New Warriors. История его происхождения была раскрыта в War of Kings : Warriors # 1 (2009).
Гладиатор играл важную роль в некоторых основных сюжетных линиях Marvel, включая Operation: Galactic Storm (1992), Maximum Security (2001) и War of Kings (2009). В эпоху Heroes Reborn (1997) он фигурировал в мини-серии Imperial Guard, состоящей из трёх выпусков.
После завершения сюжетной линии The Thanos Imperative, Гладиатор появился в качестве члена Анигиляторов в Annihilators #1–4 (Март — июнь 2011) и Annihilators: Earthfall #1–4 (Сентябрь — декабрь 2011).

## Силы и способности
Гладиатор обладает множеством сверхчеловеческих способностей благодаря своей уникальной инопланетной физиологии, включая сверхчеловеческую силу (будучи в состоянии разрушить планету, разорвать чёрную дыру и выдержать натиск брони Разрушителя), сверхчеловеческую скорость, выносливость и стойкость (что позволило ему противостоять теплу, излучаемому Силой Феникса, взрыву, сравнимому с полной мощью Одина, прямым атакам Тора и Мьёльнира, планетарным взрывам в упор и взрыву, эквивалентному взрыву сверхновой), рефлексы, микроскопическое и телескопическое зрение, рентгеновское зрение, тепловое зрение сверхдыхание, «морозное дыхание», сверхслух (способность слышать звуки на расстоянии световых лет в космосе), исцеляющий фактор псионическое сопротивление (способность в определенной степени выдерживая ментальные атаки телепатов) и сверхбыстрое передвижение по воздуху, позволяющее ему пересекать галактики до того, как Хеймдалль успеет моргнуть. Способности Гладиатора зависят от того, насколько сильно тот в себе уверен. Ко всему прочему, он уязвим для некоторых видов радиации. Гладиатор прожил несколько столетий, однако практически не состарился.

## Вне комиксов

### Телевидение
Гладиатор появляется в мультсериале «Люди Икс» (1992), где его озвучил Ричард Эпкар. Его первое появление состоялось в эпизоде «МоджоВижн» в качестве одного из роботов Моджо, который принял его облик. Настоящий Гладиатор дебютировал в эпизоде «Сага о Фениксе часть 3: Крик Птицы». Как и в комиксах, был вынужден служить Императору Ши’ар Д’Кену, поклявшись в верности тому, кто правит Империей. По приказу Д’Кена отправился на поиски его сестры принцессы Лиландры, обнаружив её на планете Земля. При первом появлении с лёгкостью одолел Джаггернаута и Людей Икс. После свержения и изгнания Д’Кена стал служить новой Императрице, Лиландре.

### Видеоигры
- Гладиатор — один из боссов игры Marvel: Ultimate Alliance (2006), где его озвучил Дэйв Виттенберг. Он состоит в рядах Имперской гвардии, которая начала работать на Птицу смерти после того, как та свергла Лиландру. В отличие от других Гвардейцев Гладиатор признаёт, что ему не нравится служить Птице смерти, однако клятва обязывает его служить тому, кто сидит на троне. У него есть особый диалог с Человеком-льдом и Саблезубым, которого он принимает за Росомаху.
- Гладиатор является игровым персонажем в мобильной игре Marvel: Future Fight (2015).
- Гладиатор является игровым персонажем в мобильной игре Marvel: Contest of Champions (2014).

## Критика
Comic Book Resources поместил Гладиатора на 8-е место среди «10 персонажей Marvel, явно вдохновлённых Суперменом», а также причислил его к лучшим двойникам величайшего супергероя DC.